# Гончаренко Олег Миколайович
Оле́г Микола́йович Гончаре́нко (нар. 5 серпня 1959, Темиртау, Карагандинської області, Казахстан — пом. 20 червня 2024) — український поет, прозаїк, публіцист, перекладач, краєзнавець, громадський діяч.
Член Національної спілки письменників України (1993). Член Національної спілки журналістів України (2014). Член Національної спілки краєзнавців України (2018).Член Міжнародної літературно-мистецької Академії України (2015). Член Міжнародної румунської академії міжкультурних взаємозв'язків Пауля Полідора (2016). Член Асоціації українських письменників (2017). Член Міжнародного клубу Абая, Алмати, Казахстан (2018).
Був на творчій роботі. Мешкав в м. Мелітополі. Почесний громадянин цього міста. Після двох років перебування в окупації опинився на чужині, де помер від важкої тривалої хвороби.
Нагороджений медаллю Мелітопольської міської ради «За внесок у розвиток міста Мелітополя» 2015).
Нагороджений медаллю «За сприяння Збройним Силам України» (2017).
Нагороджений медаллю Мелітопольської міської Ради «Волонтер України. За покликом душі» (2017).
Нагороджений медаллю Національної спілки письменників України «Почесна відзнака» (2019).
Нагороджений медаллю Івана Мазепи  (2016) та медаллю Олександра Довженка (2017) Міжнародною Академією літератури і мистецтв України.
Нагороджений медаллю Абая (2019) Міжнародним клубом Абая, Казахстан.

## Освіта
Навчався в Мелітопольському автомоторному технікумі.

## Творчість
Автор збірок поезій «Крони дитинства», «Петрогліфи», «Тяжіння сонця», «Мрія і любов», «Світ очей моїх», «Шесть часов вечера после весны», «Фантастичне купуасу», «Дорога крізь хату», «Храм голосів», «Собор откровень», «Серцебуття», «Напроти пам'яті», «Крилогія Вічної Гордії», «Конражур натхнення», «Мелітопольська паралель»,, «Український порідник», «Столиця черешнева столиця», «Катрени оголошених картин» (навіяне живописом І. Марчука), «Медовий блюз», «За Емінеску… до себе», «Молитва за любов», «Астрофізми вічної гончарні», «Буремні буриме свободи», «Отражение — Відображення» (у співавторстві з Галиною Феліксон), «Віща тінь табуна», «В чеканні нової трави», «Нова братина», «Криму тамований скрик», «Теорія всього», «Серце у вогні», «Осінні дзвони — Autumn bells». романів «Зірка Вітанія» та «Я прошу вас — живіть!», збірки публіцистики «Наголоси і наголоси», науково-популярної краєзнавчої книги «Вертались запорожці з-за Дунаю», «Точки над І» (у співавторстві з Оленою Ришковою).
Укладач (у співавторстві із Зайдлер Н. В.) хрестоматії літератури рідного краю «Літературний світовид Мелітопольщини».
Укладач літературно-краєзнавчого збірника «Павло Каетанович Дзякович фундатор літературної традиції на Мелітопольщині».
Твори перекладалися англійською, румунською, болгарською, білоруською, казахською, російською мовами.

## Відзнаки
- Лауреат Запорізької обласної літературно-мистецької премії імені Михайла Андросова (1989).
- Лауреат заохочувальної премії Спілки письменників України та фонду «Літературна скарбниця» (1992).
- Лауреат Міжнародної літературної премії імені Богдана Нестора Лепкого (2006).
- Лауреат премії фундації україністики ім. Воляників-Швабінських Українського вільного університету в Нью-Йорку (2007).
- Лауреат Полтавської єпархіальної премії імені преподобного Паїсія Величковського УПЦ КП (2012).
- Лауреат Всеукраїнської премії імені братів Богдана та Левка Лепких (2013).[2]
- Лауреат літературно-мистецької премії імені Василя Юхимовича (2014).
- Лауреат літературно-мистецької премії імені Михайла Коцюбинського (Чернігів) (2015).
- Лауреат премії фундації україністики ім. Воляників-Швабінських Українського вільного університету в Нью-Йорку (2017).
- Лауреат Міжнародної літературно-мистецької  премії ім. Пантелеймона Куліша (2016).
- Лауреат Міжнародної гуманітарної премії «Золотий асик» (Казахстан, 2016).
- Лауреат Міжнародної літературно-мистецької  премії «Сад божественних пісень» ім. Григорія Сковороди (2016),
- Лауреат Міжнародної літературно-мистецької премії ім. М. В. Гоголя «Тріумф» (2017),
- Лауреат літературної премії імені Веніаміна Блаженного (Білорусь, 2017)
- Лауреат Івано-Франківської міської премії імені Ярослава Дорошенка (2017).
- Лауреат літературно-мистецької премії імені Богдана Хмельницького (2017).
- Лауреат Чернігівської обласної літературно-мистецької премії імені Леоніда Глібова (2018).
- Лауреат Міжнародної літературно-мистецької премії «Світ Пограниччя» (2018).
- Лауреат Міжнародної літературно-мистецької премії ім. Петрарки (Німеччина-Італія, 2018).
- Лауреат Міжнародної літературної премії імені Джека Лондона («KLAS'S ARTSCENTER SANFRANCISCO», США, Сан-Франциско) (2019).
- Лауреат премії імені Якова Гальчевського (2019).
- Лауреат Міжнародної літературної премії імені Антуана де Сент-Екзюпері, Академія «ЛИК», Франція (2019).
- Лауреат Запорізької обласної літературної премії імені Петра Ребра (2019).
- Лауреат Запорізької обласної краєзнавчої премії імені Якова Новицького (2020).
- Лауреат Міжнародної літературної премії імені Марка Твена («KLAS'S ARTSCENTER SANFRANCISCO», США, Сан-Франциско) (2021).
- Лауреат премії фундації україністики ім. Воляників-Швабінських Українського вільного університету в Нью-Йорку (2021).
- Лауреат літературної премії «Золотий цап» імені Івана Драча видавництва «Український Пріоритет» (Київ) (2021).
- Лауреат шотландсько-американської літературної премії імені Роберта Бернса (Лос-Анджелес, Единбург) (2022).
- Почесна відзнака «Золотий письменник світу» (2024).
- Лауреат Міжнародної премії України імені Тараса Шевченка  (посмертно, 2025).